# Paul Wolfowitz
Paul Dundes Wolfowitz (født 22. december 1943) er en amerikansk akademiker og politiker. 
I sin egenskab af viceforsvarsminister (2001-05) regnes Wolfowitz for at være en af hovedarkitekterne af Irak-krigen og Bush-administrationens ambitiøse udenrigspolitiske doktrin kendt som Bush-doktrinen. Efter 2 år som chef for Verdensbanken (2005-07) arbejder han nu for American Enterprise Institution (AEI).

## Baggrund og karriere
Han blev født i Brooklyn ind i en polsk/jødisk immigrantfamilie som det andet barn af den fra Warszawa stammende Jacob "Jack" Wolfowitzj (1910–1981) og Lillian Dundes , og voksede op i universitetsbyen Ithaca, New York, hvor hans far var professor i statistisk teori på Cornell University. Jacob Wolfowitz kæmpede på den tid for de sovjetiske jøders kår og var en stærk supporter af Israel og tillige medlem af AIPAC, American Israel Public Affairs Committee. Under kraftig påvirkning fra faderen blev Paul Wolfowitz iflg. Eric Smitt fra at være "en lavmælt tidligere matematikeraspirerendetil-politiker vendt til politiker"...hvis verdensanskuelse...var præget af familiehistorie og den akademiske verden og ikke af Vietnams jungler eller Kongressens korridorer...Hans far slap ud af Polen efter Første Verdenskrig. Resten af faderens familie forsvandt i Holocaust."
Et sådant familiedrama førte til, observerer David Dudley, at Jack Wolfowitz "levede i en verden hjemsøgt af grusomheder" og det har haft den største indflydelse på sønnens personlige og intellektuelle udvikling. Ifølge Peter J.Boyer hørte Wolfowitz meget lidt om livet i Warszawa eller sine forsvundne familimedlemmers skæbne fra sin far. " Han hadede at tale om sin barndom", sagde Wolfowitz. Som barn slugte Wolfowitz bøger om Holocaust og Hiroshima – hvad han kalder 'polar horrors' – 'sikkert også for mange'. Mere specifikt har Wolfowitz siden overfor Eric Schmitt udtalt sig om den betydning, som Holocaust har haft for hans verdensanksuelse:
| Citat          | "Det, som skete i Europa under anden Verdenskrig, har formet mange af mine anskuelser...Det er en forfærdelig ting, når nogle folk udrydder andre, og når folk forfølger minoriteter. Det betyder ikke, at du kan undgå hvert eneste tilfælde af den slags i verden, men det ville også være forkert at affærdige den slags bekymringer som blot humanitære og ikke relateret til reale interesser." | Citat |
| Paul Wolfowitz | |       |

- Opholder sig som 14-årig 1 år i Israel, mens faderen er gæsteprofessor ved Israel Institute of Technology i Haifa. Hans ældre søster, Laura,  biolog, emigrerer senere til Israel og gifter sig med en israeler.[5]

- Gift med Clare Selgin Wolfowitz (1968-01) (separeret). Børn: Sara, David og Rachel.

## Retrætepost i Verdensbanken
I 2005 blev han udnævnt til posten som chef for Verdensbanken, hvilket er blevet kritiseret af ledere overalt. I en tale ved the U.N. Economic and Social Council, inden udnævnelsen var endeligt afklaret, udtalte økonomen Jeffrey Sachs, at det var tide at få andre kandidater med erfaring inden for ulandshjælp på banen.
I april 2007 blev han af medier og medlemslande udsat for stærk kritik for sin embedsførelse, da det kom frem, at han havde medvirket til, at hans kæreste, Shaha Riza, kommunikationsmedarbejder i Verdensbanken, fik en usædvanligt stor lønforhøjelse i forbindelse med, at hun midlertidigt blev forflyttet til Udenrigsministeriet.
17. maj 2007 meddelte han, at han ville træde tilbage fra sin post i Verdensbanken 30. juni.